# Hapigia hollandia
Hapigia hollandia är en fjärilsart som beskrevs av William Schaus 1928. Hapigia hollandia ingår i släktet Hapigia och familjen tandspinnare. Inga underarter finns listade i Catalogue of Life.